# Ливада, Никита Сергеевич
Никита Сергеевич Лива́да (род. 30 мая 1995 года в селе Самарское, Ростовская область, Россия) — российский профессиональный игрок в русский бильярд, заслуженный мастер спорта России. Трехкратный чемпион мира (в 2011, 2013 и 2022 году). Является самым молодым победителем чемпионатов мира по русскому бильярду в современности, выиграв свой первый чемпионат в возрасте неполных 16 лет, и одним из наиболее успешных игроков в пирамиду 2010-х годов.

## Основные победы и финалы
| Обозначения                        |
| Международные рейтинговые турниры  |
| Международные коммерческие турниры |
| Национальные первенства            |

| Год  | Статус   | Дисциплина               | Турнир                                           | Соперник                      | Счёт |
| 2010 | чемпион  | свободная пирамида       | 4-й этап Кубка Европы                            | Александр Чепиков             | 7:3  |
| 2011 | чемпион  | комбинированная пирамида | Чемпионат мира                                   | Александр Паламарь            | 6:3  |
| 2012 | чемпион  | троеборье                | Командный кубок России (команда Ростов-1)        | Команда Алтайского Края       | 3:0  |
| 2013 | чемпион  | комбинированная пирамида | NORD LIGHT VOLOGDA (зимний этап)                 | Александр Сидоров             | 5:2  |
| 2013 | чемпион  | свободная пирамида       | Чемпионат мира                                   | Александр Банный              | 9:5  |
| 2014 | финалист | комбинированная пирамида | Чемпионат России                                 | Владислав Осьминин            | 6:7  |
| 2014 | финалист | комбинированная пирамида | Чемпионат мира                                   | Евгений Новосад               | 3:6  |
| 2015 | чемпион  | комбинированная пирамида | Кубок мира I этап                                | Владимир Рейс                 | 6:5  |
| 2015 | чемпион  | свободная пирамида       | Чемпионат Европы                                 | Владислав Осьминин            | 7:5  |
| 2015 | чемпион  | московская пирамида      | 4-й Ежегодный турнир на приз ФБС "Ставрополье"   | Сергей Крыжановский           | 5:1  |
| 2015 | чемпион  | троеборье                | Командный кубок России (команда Ростов-1)        | Команда Санкт-Петербург-1     | 3:0  |
| 2015 | чемпион  | свободная пирамида       | Финал кубка мира                                 | Артур Пивченко                | 7:4  |
| 2016 | чемпион  | троеборье                | Суперфинал чемпионата мира                       | Владислав Осьминин            | 2:0  |
| 2016 | чемпион  | троеборье                | Командный кубок России (команда Ростов-1)        | Команда Башкортостана         | 3:1  |
| 2017 | чемпион  | московская пирамида      | Открытый кубок БК «RoyaL»                        | Бахром Умаров                 | 4:2  |
| 2017 | чемпион  | московская пирамида      | Кубок «Империи»                                  | Александр Чепиков             | 5:4  |
| 2018 | чемпион  | троеборье                | Командный кубок России (команда Ростовской обл.) | Команда Краснодарского края-1 | 3:0  |
| 2022 | чемпион  | динамичная пирамида      | Чемпионат мира                                   | Ростислав Гузов               | 6:4  |